# Leichter Atem

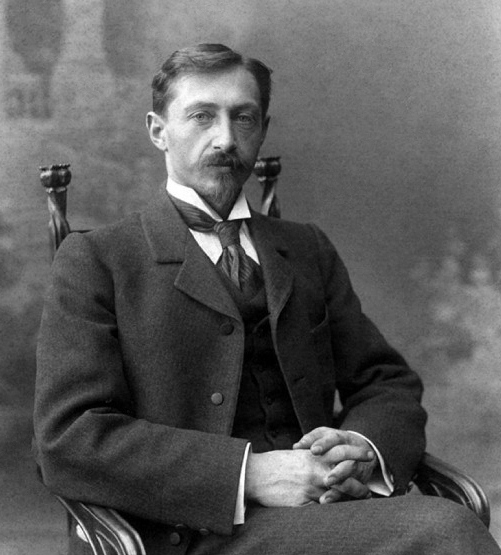
Iwan Bunin im Jahr 1901 auf einem Foto von Maxim Dmitrijew

Leichter Atem (russisch Лёгкое дыхание, Ljogkoje dychanije) ist eine Kurzgeschichte des russischen Nobelpreisträgers für Literatur Iwan Bunin, die am 10. April 1916 in der Moskauer Zeitung Russkoje slowo erschien.

## Inhalt
Die fünfzehnjährige Olja Meschtscherskaja galt an ihrem Gymnasium als Schönheit und war nicht auf den Mund gefallen. Die Direktorin rief Olja zu sich und kam während ihrer Standpauke über den Tadel des Erscheinungsbildes dieser schlagfertigen Gymnasiastin nicht hinaus. Als die Direktorin Oljas Haartracht und teures Schuhwerk mit der Begründung monierte, sie sei schließlich Mädchen und noch keine Frau, folgte der niederschmetternde Widerspruch. Der 56-jährige Alexej Michajlowitsch Maljutin – das ist der Bruder der Direktorin – habe sie im vergangenen Sommerurlaub auf dem Lande zur Frau gemacht.
Vier Wochen nach dieser Aussprache wird Olja von einem Kosakenoffizier auf einem menschenüberfüllten Bahnsteig erschossen. Vor Gericht verteidigt sich der Todesschütze, er habe nicht anders gekonnt, denn Olja habe ihn mit ihrem Eheversprechen zum Narren gehalten. Männer habe sie abscheulich gefunden. Zur Erhärtung seiner Aussage kann der Offizier ein Tagebuchblatt Oljas vorlegen, auf dem sie zu Lebzeiten Maljutins sexuellen Missbrauch dokumentiert hatte.
Nun bringt der Erzähler als dritte und letzte Sequenz Oljas bisher nicht erwähnte kleine Klassenlehrerin ins Spiel. Wöchentlich einmal besucht die ältliche Jungfer Oljas Grab, verweilt stundenlang auf dem Friedhof und ruft sich die Erscheinung der Toten, zu Lebzeiten eine strahlende Schönheit, ins Gedächtnis. Da hatte Olja in der Pause auf dem Schulhof einer Mitschülerin – eigentlich nicht für die Ohren der Klassenlehrerin bestimmt – aufgezählt, was eine schöne Frau besitzen muss. Das Wichtigste sei ein leichter Atem. Und den habe sie.

## Verfilmung
- 1994, Russland, 5. Kanal[2]: Liebesleidenschaft[3]. 77-min TV-Film aus dem Sankt Petersburger Studio von Lew Zuzulkowski[4] mit Alexandra Florinskaja-Budanowa[5] als Olja.

## Selbstzeugnis
Borowsky schreibt 1995, mit Vorliebe habe Bunin schreibend das Verhalten einer Frau untersucht, sei „bis an die ›Grenze ihres innersten Wesens‹“ gegangen. Untersuchungsgegenstand in vorliegendem Text sei eben jener leichte Atem gewesen.

## Rezeption
- Im April 1916 habe Paustowski in Jelez die Zeitung mit dem Text gekauft und nach der Lektüre „zum ersten Mal erfahren, wie die ewige Kraft der Kunst den Leser erhebe“[7]. Außerdem sind Äußerungen des Literaturkritikers Alexander Gisetti[8] sowie der Schriftstellerinnen Jelena Koltonowskaja[9] und Galina Kusnezowa[10] bekannt geworden.[11]

## Deutschsprachige Ausgaben
Verwendete Ausgabe
- Leichter Atem. S. 86–93 in: Iwan Bunin: Der Sonnenstich. Erzählungen. Übersetzt und herausgegeben von Kay Borowsky. 150 Seiten. Reclam, Stuttgart  1995 (RUB 9343), ISBN 3-15-009343-0